# Okręg wyborczy Spelthorne
Okręg wyborczy Spelthorne powstał w 1918 r. i wysyła do brytyjskiej Izby Gmin jednego deputowanego. Okręg położony jest w hrabstwie Surrey.

## Deputowani do brytyjskiej Izby Gmin z okręgu Spelthorne
- 1918–1931: Philip Pilditch, Partia Konserwatywna
- 1931–1945: Reginald Blaker, Partia Konserwatywna
- 1945–1950: George Pargiter, Partia Pracy
- 1950–1970: Beresford Craddock, Partia Konserwatywna
- 1970–1987: Humphrey Atkins, Partia Konserwatywna
- 1987–2010 : David Wilshire, Partia Konserwatywna
- 2010–2024: Kwasi Kwarteng, Partia Konserwatywna
- 2024–     : Lincoln Jopp, Partia Konserwatywna

## Źródła
- Spelthorne (2010–2024)
- Spelthorne (2024–)